# Organski sistem
Organski sistemi ali organski sestavi so organizacijske enote organizma, po katerih se študira medicina, po katerih se praviloma razvrščajo bolezni in po katerih se načrtuje zdravljenje. Čeprav ima vsak organ svoje posebne naloge, organi delujejo tudi kot del skupine. Glavni organski sistemi pri človeku so srčnožilni (obtočila), dihala, živčevje, mišičje, integument, izločala, skelet, prebavila, čutila, endokrini sistem, limfni sistem, sečila in razmnoževalni sistem (spolovila). Sestavljen je iz različnih organov, ki opravljajo skupne naloge.